# Ел Сімс
Ел Сімс (англ. Al Sims, нар. 18 квітня 1953, Торонто) — канадський хокеїст, що грав на позиції захисника. Згодом — хокейний тренер.

## Ігрова кар'єра
Професійну хокейну кар'єру розпочав 1973 року.
1973 року був обраний на драфті НХЛ під 47-м загальним номером командою «Бостон Брюїнс».
Протягом професійної клубної ігрової кар'єри, що тривала 17 років, захищав кольори команд «Бостон Брюїнс», «Гартфорд Вейлерс» та «Лос-Анджелес Кінгс».

## Тренерська робота
1996 року розпочав тренерську роботу в НХЛ, очоливши команду «Сан-Хосе Шаркс», проте вже після завершення сезону був звільнений, оскільки команда не змогла пробитися до плей-оф.

## Тренерська статистика
| Команда | Сезон   | Регулярний сезон | Регулярний сезон | Регулярний сезон | Регулярний сезон | Регулярний сезон | Регулярний сезон | Плей-оф             |
| Команда | Сезон   | І                | В                | П                | Н                | О                | Результат        | Результат           |
| ------- | ------- | ---------------- | ---------------- | ---------------- | ---------------- | ---------------- | ---------------- | ------------------- |
| СХШ     | 1996-97 | 82               | 27               | 47               | 8                | 62               | 7-е у ТД         | не вийшли у плей-оф |